# Fulciniinae
Fulciniinae – podrodzina modliszek z podrzędu Eumantodea i rodziny Nanomantidae.

## Morfologia i zasięg
Modliszki te mają przedplecze pozbawione wyraźnego kila i blaszkowatego rozszerzenia. W użyłkowaniu przedniej pary skrzydeł (tegmin) występuje wypełniona gęstym siateczkowaniem przestrzeń utworzona pomiędzy gwałtownie się za pterostigmą rozbiegającymi żyłkami RP+M i CuA, przy czym cecha ta uległa wtórnej redukcji lub zanikowi u plemienia Neomantini. Genitalia samców u większości Fulciniinae mają uproszczoną budowę, ale uległy wtórnemu silnemu skomplikowaniu w liniach rodzajów Stenomantis i Ciulfina.
Przedstawiciele rodziny występują głównie w krainie australijskiej; tylko jeden rodzaj zamieszkuje krainę etiopską.

## Taksonomia i ewolucja
Takson ten wprowadzony został w 2002 roku przez Reinharda Ehrmanna i Rogera Roya jako plemię Fulciniini w podrodzinie Nanomantinae w obrębie Iridopterigidae. W systemie Christiana J. Schwarza i Rogera Roya z 2019 roku plemię to wyniesiono do rangi podrodziny w obrębie szerzej zdefiniowanych Nanomantidae i podzielono na cztery plemiona, w tym jedno z dwoma podplemionami:
- Fulciniini Ehrmann et Roy, 2002
- Neomantini Schwarz et Roy, 2019
- Paraoxypilini Saussure, 1872
  - Bolbina Schwarz et Roy, 2019
  - Paraoxypilina Saussure, 1872
- Stenomantini Giglio-Tos, 1915

Jako grupę siostrzaną omawianej podrodziny wskazuje się Nanomantinae.